# The District
The District är en amerikansk TV-serie som producerades för CBS mellan 2000 och 2004, och som följer en fiktiv initiativrik polischef för Metropolitan Police Department of the District of Columbia i Washington, D.C..

## Handling
Trots att Washington DC har över 30 olika polismyndigheter, har staden den högsta kriminalitetsnivån i USA. För att råda bot på det anställer borgmästaren den excentriske f.d. tunnelbanepolisen, Jack Mannion, som har lyckats halvera brottsligheten i både Boston och Newark, New Jersey. Han sätter igång att effektivisera polisernas arbetsrutiner, på ett sätt som får veteranerna att sätta hälarna i backen, med hjälp av systemet Comstat. Tillsammans med de politiska striderna och den stora cynismen i staden blir de nästan lika stora hinder som brottslingarna.

## Om serien
Serien baserades löst på f.d. polischef Jack Maples liv, och skapades av honom och Terry George. När Maple dog, tillägnades resterande avsnitt till hans minne. ("For Jack Maple who lived it."). Maple hade under åren före serien skapat systemet Compstat (som i serien kallas Comstat) och ägnade stora delar av sin tid som konsult åt polisorganisationer runt om i USA.
En av seriens huvudrollsinnehavare, Lynne Thigpen, dog oväntat av hjärnblödning i mars 2003. Hennes rollfigur, som tidigare hade brottats med cancer, dog utanför bild, och resten av säsong 3 och början av säsong 4 ägnades åt Thigpens minne.
Under 2001 nominerades skådespelerskan Jean Smart till en Emmy Award för "Outstanding Guest Actress in a Drama Series".

## Rollista (i urval)
- Craig T. Nelson - Polischef Jack Mannion
- Lynne Thigpen - Ella Farmer (2000-2003)
- Roger Aaron Brown - Vice Polischef Joe Noland
- Sean Patrick Thomas - Detektiv Temple Page
- Jonathan LaPaglia - Detektiv Kevin Debreno (2001-2004)
- Elizabeth Marvel - Konstapel Nancy Parras
- Wayne Duvall - Phil Brander
- Christopher B. Duncan - Ray Cutter
- Jean Smart - Sherry Regan
- David O'Hara - Detektiv Danny "Mac" McGregor (2000-2001)
- Justin Theroux - Nick Pierce (2000-2001)
- John Amos - Borgmästare Ethan Baker (2000-2001)
- Jayne Brook - Mary Ann Mitchell (2000)

## Visning i Sverige
Serien har sänts i flera omgångar på TV4.